# August Ukert
August Ukert, auch Uckert, (* 15. Dezember 1811 in Gotha; † nach 1884) war ein deutscher Richter, zuletzt Senatspräsident beim Reichsgericht.

## Leben
Ukert wurde 1833 auf den preußischen Landesherrn vereidigt. Er war Assessor beim Kammergericht, Oberlandesgerichtsassessor in Frankfurt/Oder und Marienwerder. 1845 ernannte man ihn zum Direktor des Land- und Stadtgerichts Marienwerder und 1850 wurde er Direktor des Kreisgerichts Marienwerder. 1852 kam er als Appellationsgerichtsrat nach Stettin. 1854 wurde er Direktor des Stadt- und Kreisgerichts Danzig. 1856 bekam er den Roten Adlerordens IV. Klasse verliehen. Später wurde er mit der III. Klasse ausgezeichnet. 1869 erfolgte die Beförderung zum Vizepräsidenten des Appellationsgerichts in Posen. 1872 versetzte man ihn als Präsidenten nach Magdeburg. 1879 kam er an das neugegründete Reichsgericht und wurde Senatspräsident des V. Zivilsenats. Er trat 1884 in den Ruhestand.

## Familie
August Ukert war der Sohn des Philologen und Historikers Friedrich August Ukert (1780–1851). Er war verheiratet mit Marie Caroline Auguste Jebens († 1906) aus Danzig. Seine Tochter Marie (1852–1899) heiratete 1875 Paul von Rheinbaben (1844–1921), der später freikonservativer Reichstagsabgeordneter war. Seine Tochter Anna heiratete 1865 den späteren Reichsbankpräsidenten Richard Koch.